# 2002年孟加拉國總統選舉
前孟加拉總統阿卜杜勒·卡禪·穆罕默德·巴扎杜沙·喬杜里於2002年6月辭職後，2002年孟加拉國總統選舉於同年9月5日舉行。孟加拉選舉委員會裁定兩份提名表格無效後宣布亚杰丁·艾哈迈德當選總統，並於翌日宣誓就職。

## 外部連結
- 《海灣新聞》－Iajuddin Ahmed在無反對下當選
- Iajuddin Ahmed的一生（页面存档备份，存于）